# Tanjung Menang Ilir
Tanjung Menang Ilir is een bestuurslaag in het regentschap Ogan Komering Ulu Selatan van de provincie Zuid-Sumatra, Indonesië. Tanjung Menang Ilir telt 612 inwoners (volkstelling 2010).